# پوشاک در آفریقا

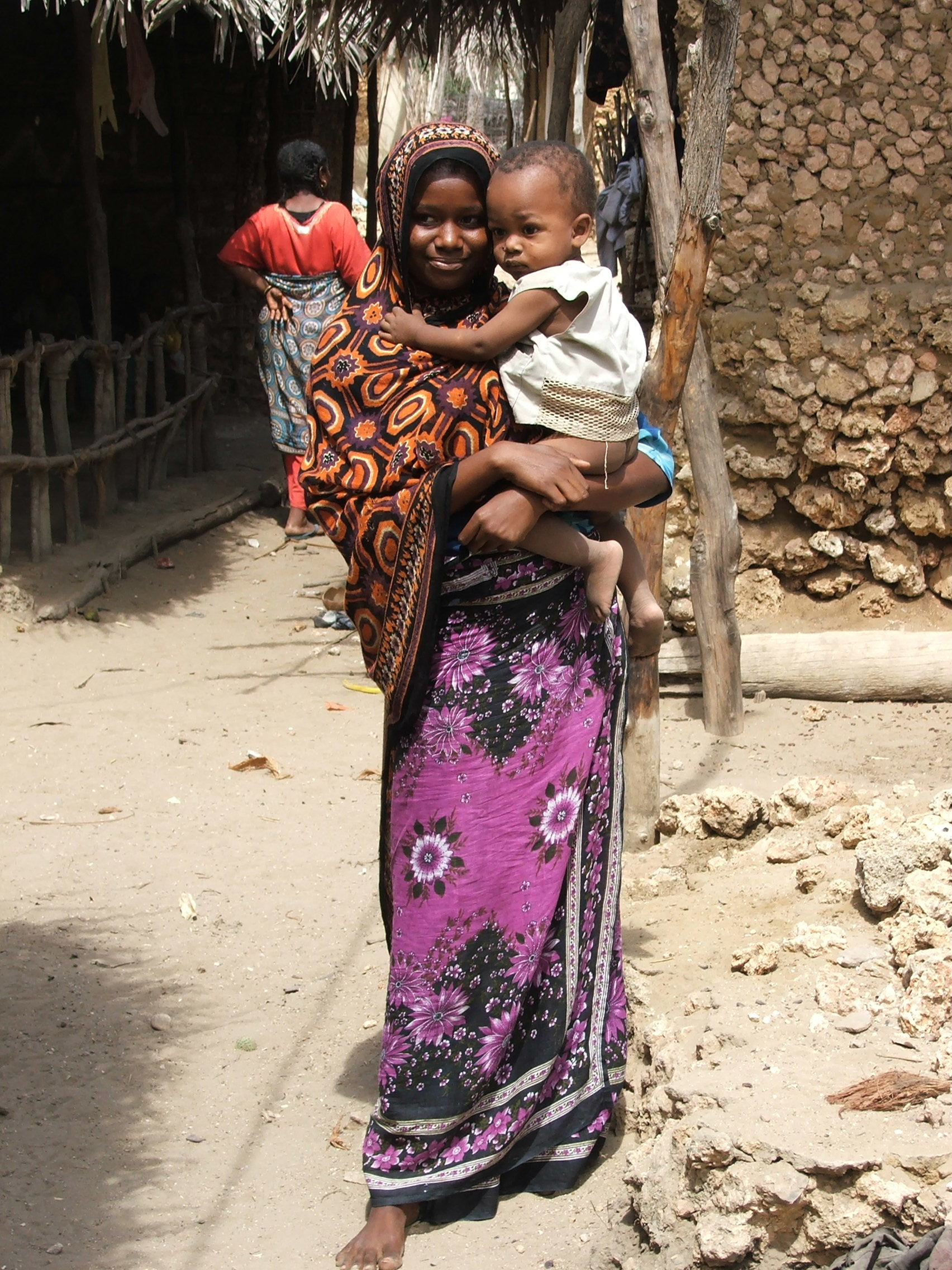
زنی در کنیا با پوشش کانگا

پوشاک آفریقایی (انگلیسی: Clothing in Africa) جامه سنتی است که مردم آفریقا می‌پوشند.
پوشاک آفریقایی و مد، مقوله متمایزی است که قادر می‌باشد نگاهی به فرهنگ‌های مختلف آفریقا را، در دسترس قرار دهد. پوشاک از پارچه‌هایی با رنگ روشن، تا لباده‌های گلدوزی شده انتزاعی، تا دست بندها و گردن بندهای رنگارنگ منجوق دوزی شده، متنوع است. به خاطر اینکه آفریقا، قاره ای بزرگ و متنوع است، جامه‌های سنتی در هر کشور تفاوت دارد. به عنوان مثال، بسیاری از کشورها در آفریقای غربی، «سبک‌های لباس منطقه ای متمایز، که محصول صنعت پارچه با سابقه طولانی در نساجی، رنگرزی و چاپ است» دارند، ولی این سنت‌ها هنوز قادر هستند با سبک‌های غربی هم سویی کنند. تضاد بزرگی در مد آفریقا، میان جوامع شهری و روستایی برقراراست. جوامع شهری به‌طور معمول، بیشتر در معرض تجارت و تحولات دنیا هستند، در حالی که برای رسیدن الگوهای جدید غربی به مناطق روستایی، زمان بیشتری طول می‌کشد.

## بر اساس منطقه
در مناطق شمال شرقی آفریقا، به خصوص در مصر، سبک‌های پوشش سنتی زنان تحت تأثیر فرهنگ‌های خاورمیانه قرار گرفته است؛ جلابیه گلدوزی شده ساده، می‌تواند نمونه خوبی از آن باشد، که به‌طور مشابه در کشورهای حاشیه خلیج فارس برای پوشش از آن استفاده می‌کنند. جلابه (در مناطق شمال غربی آفریقا آن را می‌پوشند)، ویژگی‌های مشابه ای با بوبو، داشیکی و خفتان سنگالی دارد. حال آنکه زنان در نیجریه، سربند می‌پوشند.